# Dolichopus segregatus
Dolichopus segregatus är en tvåvingeart som beskrevs av Octave Parent 1929. Dolichopus segregatus ingår i släktet Dolichopus och familjen styltflugor. Inga underarter finns listade i Catalogue of Life.